# ليساندرو ماجالان
ليساندرو ماجالان (بالإسبانية: Lisandro Magallán) (ولد في 27 سبتمبر 1993) هو لاعب كرة قدم أرجنتيني محترف يلعب لنادي أياكس أمستردام الهولندي كمدافع.شارك مع مننخب الأرجنتين في أولمبياد 2016.

## روابط خارجية
- ليساندرو ماجالان على موقع إي إس بي إن إف سي (الإنجليزية)
- ليساندرو ماجالان على موقع قاعدة بيانات كرة القدم.إي يو (الإنجليزية)
- ليساندرو ماجالان على موقع Soccerway.com (الإنجليزية)
- ليساندرو ماجالان على موقع عالم كرة القدم.نت (الإنجليزية)
- ليساندرو ماجالان على موقع أوليمبيديا (الإنجليزية)
- ليساندرو ماجالان على موقع اللجنة الأولمبية الأرجنتينية (الإسبانية)
- ليساندرو ماجالان على موقع AS.com (الإسبانية)